# Душеті (муніципалітет)
Душетський  муніципалітет (груз. დუშეთის მუნიციპალიტეტი) — адміністративна одиниця мгаре Мцхета-Мтіанеті, Грузія. Адміністративний центр — місто Душеті.

## Населення
Станом на 1 січня 2014 чисельність населення муніципалітету склала 25 659 мешканців.
| Грузини | Осетини | Росіяни | Вірмени | Українці |
| 97,2%   | 2,4 %   | 0,2 %   | 0,1 %   | 0,1%     |